# Евдокия Декаполитисса
Евдокия Декаполитисса (англ. Εὐδοκία ἡ Δεκαπολίτισσα; IX век — IX век) — византийская императрица, супруга императора Михаила III.
Михаил III вступил на престол в 842 году, когда ему было всего два года. Его мать Феодора и Феоктист были его регентами. В 855 году 15-летний Михаил III получил свою первую наложницу — Евдокию Ингерину. Феодора не одобрила их отношения и устроила смотр невест для своего сына, на котором Декаполитисса была одной из претенденток. Её происхождение неизвестно, однако право участвовать в смотре предполагает благородное происхождение и связи. Евдокию выбрала Феодора, а не молодой император. Евдокия Декаполитисса стала императрицей. Михаил не обращал внимание на новую жену и продолжил роман с Ингериной.
Конфликт между Михаилом и его регентами обострился в ноябре 855 года. Михаил организовал убийство Феоктиста и смещение Феодоры с регентства. Его дядя по материнской линии Варда помог племяннику и сам стал его регентом. В начале 856 года Михаил III отправил своих сестёр в монастырь. 15 марта 856 года Феодору лишили звания Августы. Ей было разрешено остаться во дворце, однако в следующем году её обвинили в сговоре против сына и она была вынуждена присоединиться к дочерям в монастыре.
Каков был статус Евдокии во время этих событий, неизвестно. Хотя она оставалась законной женой Михаила, он практически не обращал на неё внимания. Она оставалась императрицей до убийства Михаила III Василием Македонянином в сентябре 867 года. Василий вернул Евдокию к её семье. Её дальнейшая судьба неизвестна.